# Baetis petrovi
Baetis petrovi is een haft uit de familie Baetidae. De wetenschappelijke naam van de soort is voor het eerst geldig gepubliceerd in 1938 door Tshernova.
De soort komt voor in het Palearctisch gebied.